# Rabah Bitat

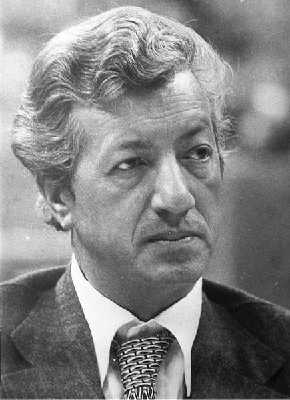
Rabah Bitat

Rabah Bitat (arabisch رابح بيطاط, DMG Rābaḥ Bīṭāṭ; * 19. Dezember 1925 in Aïn El Karma; † 10. April 2000 in Paris) war ein algerischer Politiker und kurzzeitig Präsident von Algerien.

## Politische Karriere
Rabah Bitat war Mitglied der Partei Front de Libération Nationale. Am 1. November 1954 kommandierte er mit dem Angriff auf die französische Militärkaserne in Blida die Aktion, die zusammen mit einem zeitgleichen Angriff in Boufarik, als initiales Ereignis des Algerienkriegs gilt.
Bitat wurde am 27. Dezember 1978 nach dem Tod seines Vorgängers Houari Boumedienne Präsident. Er hatte dieses Amt bis zum 9. Februar 1979 inne und übte dadurch die kürzeste Amtszeit eines Präsidenten in Algerien aus.